# Expedición de Juan Ladrillero (1557)

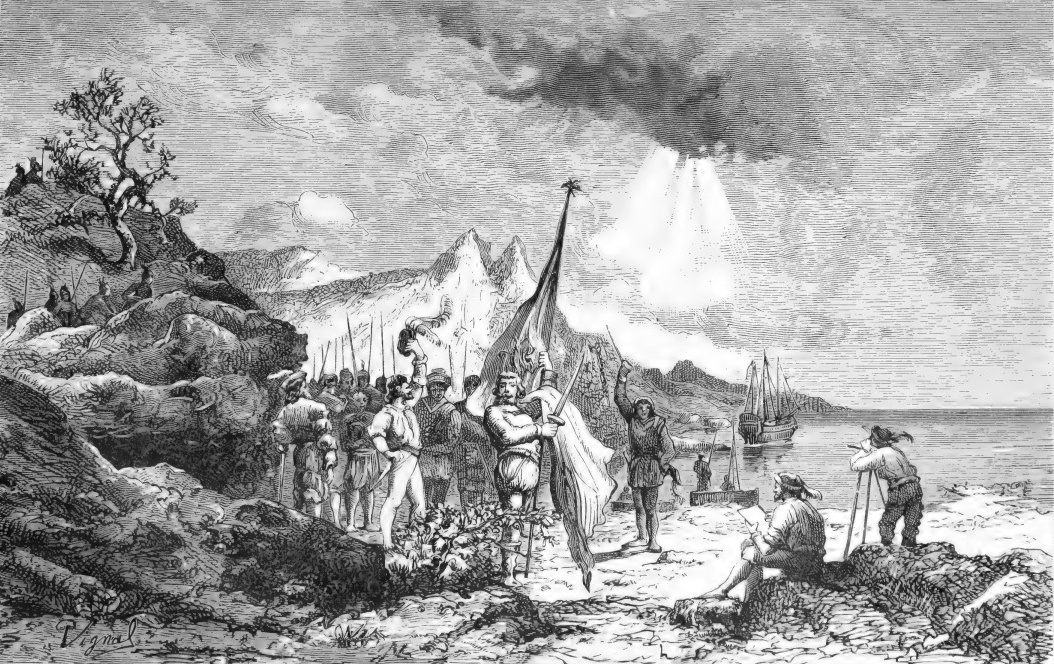
Juan Ladrillero toma posesión del estrecho de Magallanes para la gobernación de Chile y el rey de España en 1558.

Expedición de Juan Ladrillero 1557.

La expedición de Juan Ladrillero de 1557, fue la primera piedra de un ambicioso proyecto, tanto civil como militar, para cerrar el paso entre los océanos Océano Atlántico y Océano Pacífico, salvaguardando así toda la costa americana del Pacífico de cualquier amenaza para los dominios de la Corona española. Cartografiar el Estrecho de Magallanes tenía un objetivo estratégico, y fue uno de los primeros informes de lo que hoy consideraríamos como inteligencia militar.

## Origen de la expedición
Desde el año 1520, la corona tenía interés en explorar esta región, por el desconocimiento de la zona, en concreto los territorios al sur del Estrecho, los cuales estaban asociados a la idea de que poseían grandes riquezas. Tras la expedición de Fernando de Magallanes, fueron al menos cuatro expediciones las que intentaron navegar y situarse en la zona sin éxito. Entre ellas las expediciones de García Jofre de Loaysa (1525-1526), miembro de la expedición de Juan Sebastián Elcano, la de Simón de Alcazaba (1535), la de León Pancaldo (1538) y la de Alonso de Camargo (1540).
La conquista de Chile a partir del año 1540, propició las condiciones idóneas para la concretar la conquista del estrecho por parte de la Corona. El gobernador Pedro de Valdivia pretendía  construir en la zona un nuevo puerto para controlar los pasos por mar de las rutas marítimas mundiales, extender la jurisdicción del Reino de Chile hacia el sur y navegar el estrecho de Magallanes, para anexionarlo a los dominios de la corona como zona segura, a la vez que ampliar la contratación de la especería, y descubrir y poblar esa parte del estrecho consolidando los dominios de la corona en la zona frente a potencias externas.
La anexión del Estrecho de Magallanes se consiguió finalmente en el año 1552, cuando los reyes dieron el visto bueno a la solicitud de Valdivia, la cual fue llevada a la Corte por Jerónimo de Alderete. Se resolvió en un año, coincidiendo con la muerte de Valdivia en una batalla con los “araucanos” en el año 1553. Teniendo presente la muerte del gobernador de Reino de Chile y el interés de los piases rivales de España por apropiarse del Estrecho, se toman varias decisiones geopolíticas con el objetivo de dar seguridad y fijar la posesiones de la corona en la zona. Se cambió las jefaturas del Virreinato del Perú en 1556, nombrando nuevo virrey a Andrés Hurtado de Mendoza, y nuevo gobernador para el Reino de Chile a García Hurtado de Mendoza. 
A fines de octubre de 1553 zarpó desde la ciudad chilena de Valdivia la expedición de Francisco de Ulloa (1553), ordenada por el gobernador de Chile Pedro de Valdivia. Esta fue la primera expedición que recaló al estrecho por su boca occidental en enero de 1554. Las naves navegaron aproximadamente 90 millas dentro del estrecho desde donde regresaron al norte debido al mal estado de las embarcaciones y antes de que llegaran el mal tiempo.
Posteriormente, entre 1557 y 1559, la corona aplica la doble estrategia de observar y posicionarse en la zona a través de una expedición por mar, liderada por Juan Ladrillero, y otra expedición por tierra, encabezada por García Hurtado de Mendoza. Esta estrategia queda recogida en una carta al rey, escrita en 1558 por el Consejo de Indias, donde se exponía las razones de esta estrategia. Los argumentos esgrimidos eran el control y estimular la conexión del continente para el fortalecimiento de la seguridad frente a amenazas externas y a posibles rebeliones internas.

## Expedición
El Virrey del Perú don Andrés Hurtado de Mendoza, conocedor de la capacidad y pericia marinera de  Juan Ladrillero, y aunque este ya era de edad avanzada, lo escogió para que acompañara a su hijo García Hurtado de Mendoza que partiría al Reino de Chile como gobernador, y que llevaba como una de sus tareas reconocer la boca occidental del estrecho de Magallanes, lo que había sido ordenado por una Real Cédula. La escuadrilla compuesta de tres naves y un galeón zarpó de El Callao el 2 de febrero de 1557, arribó a Coquimbo y siguió su navegación hacia el sur en demanda de la isla Quiriquina y luego se dirigió a Valdivia para alistar las naves con las que efectuaría el reconocimiento del Estrecho. Se alistaron dos naves de 50 toneles cada una y tripuladas por 60 hombres. La nave San Luis era comandada por el propio Juan Ladrillero y la otra, la San Sebastián, fue puesta bajo el mando de Francisco Cortés Ojea.
Zarparon de Valdivia el miércoles 17 de noviembre de 1557 y tras ocho días de navegación arribaron a una bahía que denominaron Nuestra Señora del Valle, probablemente a la entrada del canal Fallos. Aquí tuvieron su primer contacto con los indígenas de la región, los kawésqar, Ladrillero embarcó uno para que le sirviese de intérprete en el resto del viaje. Reanudaron la navegación el 6 de diciembre y el 9 del mismo mes después de un fuerte temporal, las naves se separaron para no volver a encontrarse.
Ojea, con la San Sebastián, recorrió los canales e islas que conforman los actuales archipiélagos Madre de Dios, Mornington y Reina Adelaida. Escaso de víveres, pues la mayoría de las provisiones se encontraban en la nave de Ladrillero llegó hasta la boca del estrecho pero no lo reconoció, por lo que el 23 de enero de 1558 luego de una reunión con su tripulación decidió regresar al norte. Habían estado en latitud 52°,5 sur y no habían encontrado la entrada al Estrecho la que sin saberlo estuvo a su alcance. El 27 de enero zarparon rumbo al norte, navegando el océano Pacífico pegados a la costa donde encontraron múltiples peligros debido a los malos tiempos..
La San Sebastián estaba en muy malas condiciones, hacía agua por todos lados y su velamen era casi inservible, finalmente el 15 de febrero un temporal la llevó a una caleta abrigada, se estima que estaba en una de las islas al occidente de la isla Wellington.
Sin dudarlo, Ojea comenzó a construir un bergantín con el cual continuar su navegación hacia el norte. Desarmaron la San Sebastián aprovechando las tablas y clavos. Cortaron árboles del bosque con los que hicieron nuevas tablas, mástiles y mastelerillos. Otros se dedicaron a pescar para poder alimentarse. Durante la estada fueron atacados por los indígenas kawésqar a los que tuvieron que mantener alejados empleando sus arcabuces. Después de dos meses de trabajo la nave estuvo lista para zarpar pero la época no era apropiada para salir a alta mar en este lanchón por lo que esperaron hasta fines de julio para lanzarlo al agua el 25 de julio de 1558.
Navegaron a vela y a remos, deteniéndose en la noche para descansar.  El 9 de agosto de 1558 tomó posesión del estrecho y sus tierras en nombre del Rey de España y del Gobernador de Chile, al lugar se le llamó Posesión. 
A fines de septiembre estaban en la parte norte del archipiélago de Chiloé, ya no tenían provisiones, pero se encontraron con indígenas menos belicosos que los del sur, que les proporcionaron provisiones con los que pudieron finalmente llegar hasta Valdivia.
El regreso de Ojea causó muy mala impresión entre los conquistadores. No sabían nada de Ladrillero. Por haber llegado a la latitud en que debería estar la boca occidental del Estrecho llegó a suponerse que producto de un cataclismo alguna isla había tapado la entrada. Durante algún tiempo esta suposición tuvo gran circulación entre la población, tanto que el poeta Alonso de Ercilla en el primer canto de La Araucana recoge la historia. (Ercilla había viajado al Perú antes de que regresara Ladrillero e informara sobre su navegación y la exploración del Estrecho).